# Ваља Салчеј (Бузау)
Ваља Салчеј (рум. Valea Salciei) насеље је у Румунији у округу Бузау у општини Ваља Салчеј. Oпштина се налази на надморској висини од 402 m.

## Становништво
Према подацима из 2011. године у насељу је живело 458 становника.